# SP Falcons FC
Der Selenge Press Falcons Football Club ist ein 2003 gegründeter mongolischer Fußballverein aus Ulaanbaatar, der aktuell in der ersten Liga, der National Premier League, spielt.
Im Sommer 2023 wurde der Verein in Bulgan Selenge Press Falcons FC umbenannt. Nach einer Spielzeit wurde er im Sommer 2025 wieder in SP Falcons Football Club umbenannt.

## Erfolge
- Mongolischer Meister: 2023/24, 2024/25

- Mongolischer Pokalsieger: 2023/24

- Mongolischer Supercup-Sieger: 2024

## Stadion

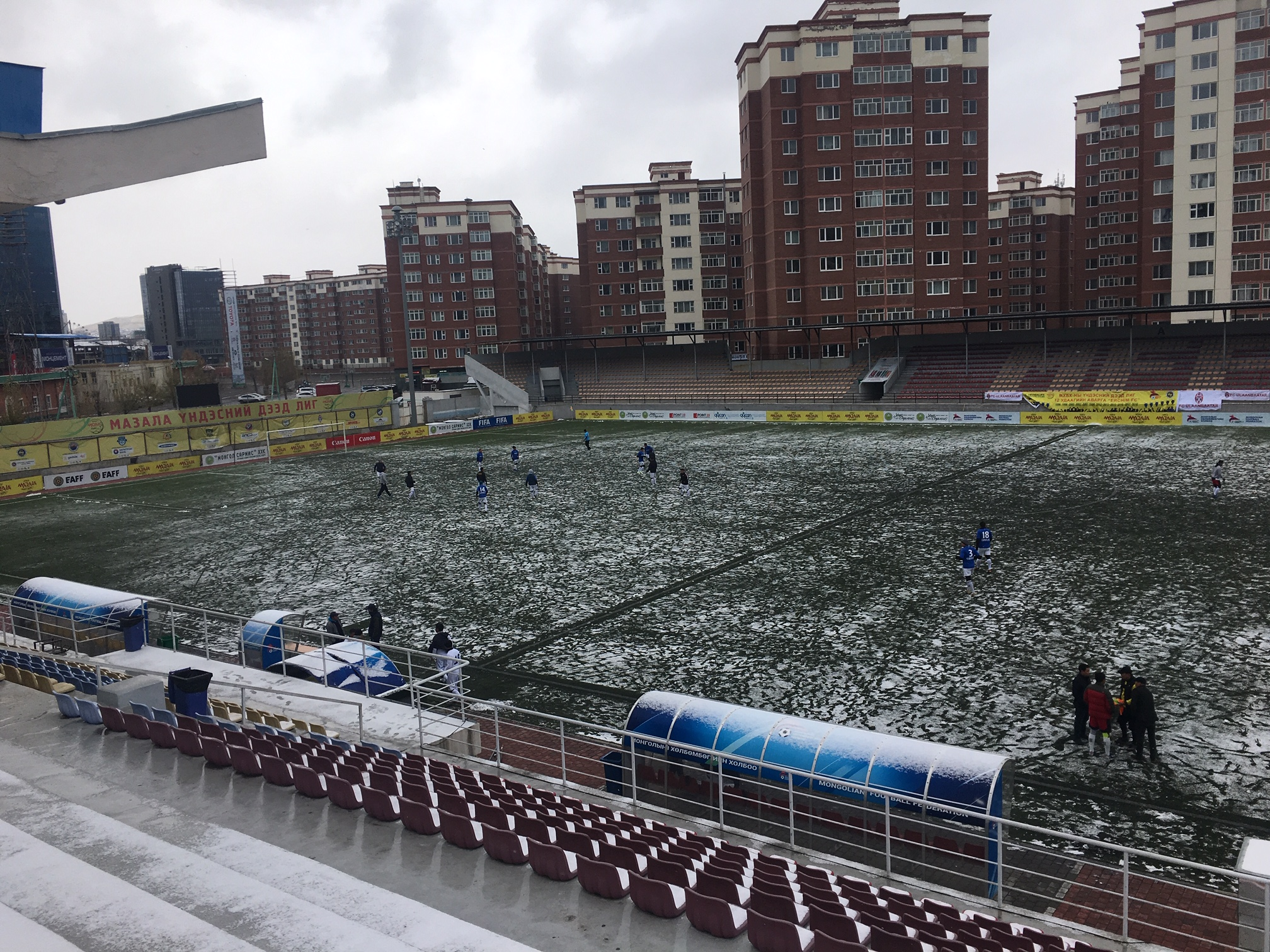
MFF Football Centre

Der Verein trägt seine Heimspiele im MFF Football Centre in Ulaanbaatar aus. Das Stadion hat ein Fassungsvermögen von 5000 Personen.
Koordinaten: 47° 54′ 0,4″ N, 106° 54′ 58,6″ O

## Saisonplatzierung
| Saison               | Liga                    | Level         | Platz         | Mongolia Cup  | MFF Supercup  |
| SP Falcons FC        | SP Falcons FC           | SP Falcons FC | SP Falcons FC | SP Falcons FC | SP Falcons FC |
| -------------------- | ----------------------- | ------------- | ------------- | ------------- | ------------- |
| 2014                 | National Premier League | 1             | 6.            |               |               |
| 2015                 | National Premier League | 1             | 3.            |               |               |
| 2016                 | National Premier League | 1             | 7.            | Achtelfinale  |               |
| 2017                 | National Premier League | 1             | 6.            |               |               |
| 2018                 | National Premier League | 1             | 8.            | Achtelfinale  |               |
| 2019                 | National Premier League | 1             | 6.            | 2. Platz      |               |
| 2020                 | National Premier League | 1             | 5.            |               |               |
| 2021                 | National Premier League | 1             | 3.            |               |               |
| 2021/22              | National Premier League | 1             | 6.            |               |               |
| 2022/23              | National Premier League | 1             | 3.            | Viertelfinale |               |
| Bulgan SP Falcons FC |                         |               |               |               |               |
| 2023/24              | National Premier League | 1             | 1.            | Sieger        | Sieger        |
| SP Falcons FC        |                         |               |               |               |               |
| 2024/25              | National Premier League | 1             | 1.            |               |               |